# بخش کمله
بخش کمله (به انگلیسی: Kamle district) یک منطقهٔ مسکونی در هند است که در آروناچال پرادش واقع شده‌است. بخش کمله ۲۰۰ کیلومتر مربع مساحت و ۲۲٬۲۵۶ نفر جمعیت دارد.